# Orthemis aequilibris
Orthemis aequilibris is een libellensoort uit de familie van de korenbouten (Libellulidae), onderorde echte libellen (Anisoptera).
De wetenschappelijke naam Orthemis aequilibris is voor het eerst geldig gepubliceerd in 1909 door Calvert.